# Karl Bäcker
Karl Bäcker (* 18. Dezember 1920 in Niederkirchen; † 29. Dezember 2008 ebenda) war ein deutscher Politiker (SPD).

## Leben und Beruf
Becker besuchte 1927 bis 1935 die Volksschule und Berufsschule und machte eine Ausbildung zum Rechtsanwaltsgehilfen. 1937 wurde er  Angestellter bei der Landesbauernschaft Westmark in Kaiserslautern, 1938 legte er die Gehilfenprüfung ab. 1939 bis 1945 leistete er Kriegsdienst. Nach dem Krieg war er ab 1945 Mitarbeiter im Kreisernährungsamt Kusel und Landwirtschaftsamt Wolfstein. 1948 bis 1950 war er Leiter des Landwirtschaftsamts beim Landratsamt Kusel, 1950 Geschäftsführer der Pfälzischen Bauern- und Winzerschaft e. V. in Kaiserslautern und 1963 bis 1966 Versicherungsinspektor bei der Pfälzischen Viehversicherung. 1971 wurde er Versicherungskaufmann.

## Politik
1960 trat Bäcker der SPD bei und wurde 1961 Vorsitzender des Ortsvereins Niederkirchen und Mitglied des Unterbezirksausschusses Kaiserslautern. Ab 1964 war er Mitglied des SPD-Bezirksvorstands Pfalz, des Gemeinderats Niederkirchen und des Kreistags Kaiserslautern. 1967 wurde er Geschäftsführer des SPD-Kreisverbands Kusel.
Dem Rheinland-Pfälzischen Landtag gehörte er vom 18. Mai 1963 bis zum 19. Mai 1975 an. Im Landtag war er  Mitglied Ausschuss für Landwirtschaft und Weinbau. In der 7. Wahlperiode war er stellvertretender Vorsitzender des Ausschusses. 1969 war er Mitglied der 5. Bundesversammlung.
Er war Mitglied des Kreisverbands Kaiserslautern und 1967 des Landesvorstands des VdK und Mitglied im Aufsichtsrat der Landsiedlung Rheinland-Pfalz GmbH.

## Auszeichnungen
- 1971: Bundesverdienstkreuz am Bande
- 1975: Bundesverdienstkreuz 1. Klasse